# Wronia Góra
Wronia Góra – część kolonii Wiązownica-Kolonia w Polsce w województwie świętokrzyskim, w powiecie staszowskim, w gminie Staszów.
W latach 1975–1998 miejscowość administracyjnie należała do województwa tarnobrzeskiego.

## Historia
Wieś wymieniana w Słowniku geograficznym Królestwa Polskiego i innych krajów słowiańskich pod koniec XIX wieku. W 1893 roku ówczesna parafia Wiązownica należała do ówczesnego dekanatu sandomierskiego (ale dawniej jeszcze do dekanatu staszowskiego) i liczyła wówczas 2 899 dusz. Ponadto do parafii należała filia w Strzegomiu, tj. parafia pw. św. Andrzeja Apostoła.
Wronia Góra w 1886 roku wchodziły w skład gminy Osiek, z urzędem we wsi Osieczko.

## Demografia
Struktura demograficzna wioski Wronia Góra po reaktywacji państwa polskiego (tj. po I wojnie światowej) – odbiegała znacząco od ujednolicenia narodowościowego do jej różnorodność wyznaniowej włącznie. Bowiem Wronią Górę – kolonię, zamieszkiwało 101 osób, w tym: 59 mężczyzn i 42 kobiety, z których 101 osób było wyznania rzymskokatolickiego; jako narodowość polską podało również 101 osób. Niniejsze dane oparto na podstawie pierwszego spisu powszechnego ludności z 30 września 1921 roku.